# Klára Fehér
Klára Fehér (* 21. Mai 1919 in Újpest, Stadtteil von Budapest; † 11. September 1996 in Budapest) war eine ungarische Schriftstellerin und Journalistin.

## Leben
Von 1945 bis 1948 studierte Klára Fehér an der Universität für Verwaltung in Budapest. Während des Studiums war sie Mitarbeiterin der Tageszeitung Szabad Nép (dt.: Das freie Volk). Ab 1957 war Fehér Feuilletonistin bei der Tageszeitung Magyar Nemzet (dt. Die ungarische Nation). Ab 1979 arbeitete sie dann als freiberufliche Schriftstellerin. Ihre schriftstellerische Laufbahn begann mit Reportagen, Theaterstücken und Jugendromanen. Fehér war auch in der Unterhaltungsliteratur (Humoreske, Lustspiele, Romanen) erfolgreich. Ihr Humor und ihre tiefe Menschenkenntnis waren es, die sie populär machten.
Klára Fehér war mit dem ungarischen Schriftsteller und Übersetzer László Nemes verheiratet und trug seitdem nach ungarischem Brauch den Nachnamen Nemes Lászlóné.
Nach Fehérs Tod hat ihr Ehemann einen Literaturpreis gegründet. Mit diesem Preis werden junge Schriftsteller gefördert, die im gleichen humanistischen Geist schreiben, wie Klára Fehér es getan hat.

## Werk
Neben Fehérs Arbeiten wie Theaterstücken oder Reportagen, waren es auch Kinderbücher, die sie in Ungarn bekannt machten. Zusammen mit ihrem Mann schrieb sie zudem mehrere Reiseführer. Viele dieser Bücher wurden auch über die Grenzen Ungarns hinaus bekannt. In deutscher Sprache sind viele von Fehérs Werken insbesondere in der DDR und auch in der BRD verlegt worden.
Als inhaltlich wichtigstes Werk kann der fantastische Roman Oxygénia (dt. Oxygenien) aus dem Jahre 1974 gelten, der erstmals 1977 in deutscher Übersetzung nur in der DDR erschien. In diesem Buch setzt sich die Autorin mit Themen wie Umweltzerstörung, Klassengesellschaft und Ausbeutung auseinander. Obwohl die Handlung auf einem fremden Planeten angelegt ist, hängen diese Themen sehr mit der irdischen Realität zusammen.

## Werke (Auswahl)
- Vakacio Magyarorszagon. Budapest Gondolat, Ungarn, 1976
- Bezzeg az en idömben. Mora Könyviado, Ungarn (Budapest), 1985

in deutscher Sprache erschienen:
- Die glückliche Wahl. Roman. Verlag Volk und Welt, DDR (Berlin), 1963
- Träume mit fünfzehn. Kinderbuch. 	Der Kinderbuchverlag Berlin, DDR, 1966
- Ein Brief für Jani. Kinderbuch. Corvina Verlag, Ungarn, 1970
- Budapest. Reiseführer. Corvina Verlag, Ungarn, 1972
- Die Insel der Erdbeben. fantastischer Roman. Corvina Verlag, Ungarn, 1973
- Oxygenien. fantastischer Roman. Corvina Verlag, Ungarn, 1974 (später auch in der Roman-Zeitung. Volk Und Welt, DDR (Berlin), 1985)
- Ich bekomme eine Insel. Kinderbuch. Corvina Verlag, Ungarn, 1975
- Der Garten des Indianers. Kinderbuch. Corvina Verlag, Ungarn, 1975
- Vier Tage im Paradies. Roman. Ehrenwirth, BRD (München), 1980
- ... und kommen Sie mal nach Ungarn!. Reiseführer. Corvina Verlag, Ungarn, 1982

## Auszeichnungen
- Attila-József-Preis (1950)

Dieser erstmals 1950 verliehene Preis wird an Dichter, Schriftsteller und Literaturwissenschaftler vergeben und ist nach dem bekannten ungarischen Lyriker Attila József benannt.